# Porpostoma notatum
Porpostoma notatum ist eine die Meere bewohnende Wimperntierchen-Art. Der Einzeller ist unter dem Synonym Helicostoma notata in der Aquaristik bekannt, da er eine Krankheit an Korallen verursacht.

## Merkmale
Die Zelle ist – vermutlich abhängig von ihrer Ernährung – hinsichtlich ihrer Größe und Körperform äußerst variabel. Lebende Individuen sind zwischen 60 und 180 Mikrometer lang und 20 bis 60 Mikrometer breit. Sie können annähernd zylindrisch, schmal flaschen- bis schwach fadenförmig sein, nach vorn verjüngt bis deutlich spitz, kleinere Exemplare verjüngen sich zwar meist nach vorn, sind aber am äußersten Ende abgerundet. Die Bauchseite ist s-förmig, die linke wie rechte Seite bei wohlgenährten Exemplaren schwach bis stark konvex. Häufig biegen sich die Zellen zurück, wodurch sie bananenartig erscheinen können. Seitlich sind sie abgeflacht zusammengedrückt, besonders im vorderen Abschnitt. Die Zellen bewegen sich schnell und spiralförmig, aber wacklig entlang ihrer Längsachse rotierend, sie ruhen nur kurz während der Nahrungsaufnahme.
Die Pellicula ist fest und mit dicht aneinander stehenden, 2 bis 3 Mikrometer langen Extrusomen besetzt. Das deutlich erkennbare Zytostom ist tief in die Zelle eingelassen. Die Mundregion misst 2/5 bis 1/2 der Gesamtlänge der Zelle, in ihrem hinteren Teil findet sich eine geräumige und sackartige, hervorstehende Buccalhöhle mit schräg verlaufenden, hervortretenden Linien.
Aufgrund zahlreicher Granula (möglicherweise inaktiver Nahrungsvakuolen) und Einschlüsse ist die Zelle dunkelgrau bis schwarz gefärbt. Das Zytoplasma enthält zahlreiche rote, rotbraune oder hell-orange, fleckförmige oder unregelmäßig geformte Pigmente, die fleckförmig oder von gänzlich unregelmäßiger Gestalt sind. In schlanken und kleinen Exemplaren allerdings können die Zellen auch farblos bis gräulich oder sogar transparent sein, mit einigen bis vielen Kügelchen und vielen kurzen, rund 1 Mikrometer langen, stabförmigen Kristallen. Die wenigen und (soweit nachweisbar) großen Nahrungsvakuolen enthalten zu gleichen Teilen Flagellaten und Bakterien. Im Fall, dass die Zellen mit Granula gefüllt sind, ist es nicht möglich, Nahrungsvakuolen zu erkennen. Am Ende findet sich eine kleine kontraktile Vakuole, die sich alle 3 bis 4 Minuten zusammenzieht. Der mittig entlang der Hauptachse der Zelle liegende Großkern ist bandförmig, schwach bis stark verdreht und mit mehreren, eng angelagerten ovalen Kleinkernen.
Die Bewimperung am Zellkörper ist zwischen 7 und 10 Mikrometer lang, die Schwanzwimper misst 12 bis 15 Mikrometer. Die drei deutlich erkennbaren Membranellen und Membranen bildende Bewimperung des Mundraums ist 10 bis 15 Mikrometer lang. Die dem Mundraum zugewandte Membranelle (M1) reicht bis hin zum äußersten Ende der Zelle, die nur wenig von M1 verschiedene zweite Membranelle setzt sich aus 15 bis 20 Längsreihen zusammen; die dritte Membranelle ist zweigeteilt, links aus 10 Reihen Basalkörpern bestehend, rechts aus 3 sich bis zur Cytopharynx hin erstreckenden Reihen. Die leicht schräg zur Hauptachse verlaufende, rechts der Buccalhöhle stehende parorale Membran ist L-förmig. Die Scutica besteht aus rund 15, lose in einer Reihe angeordneten Basalkörpern.
Dicht stehende Basalkörper bilden durchschnittlich fünfzig somatische Kineten aus meist einem, selten zwei Kinetosomen, die Anzahl schwankt möglicherweise aufgrund des jeweiligen physiologischen Zustands. Die linken wie rechten vorderen Kineten verlaufen jeweils von Pol zu Pol der Zelle, die rückenwärts gelegenen brechen zum vorderen Ende hin ab, wodurch sich eine blanke, schmale Zone ergibt.

## Ökologie und Verbreitung
Porpostoma notatum ist eine meeresbewohnende Art. Bisher konnte sie im Südlichen Ozean, dem Atlantik, der Nordsee, der Ostsee, dem Mittelmeer sowie dem Pazifik (Küstengewässer bei Qingdao, hier bei einer Salinität von rund 31 % und einem pH-Wert zwischen 7,9 und 8,0) gefunden werden.

## Systematik
Erstbeschrieben wurde die Art 1888 durch Karl August Möbius anhand eines Exemplars aus dem Kieler Hafen. Ein wichtiges Synonym ist Helicostoma notata. Porpostoma notatum ist die einzige Art der Gattung neben Porpostoma grassei. Wichtige diagnostische Merkmale sind die Form des Großkerns (bei Porpostoma grassei oval) sowie die Form der dritten Membranelle (bei Porpostoma grassei nicht zweigeteilt).

## Bedeutung
In Korallenaquarien kann Porpostoma notatum, vermutlich begünstigt durch Haltungsfehler, die sogenannte Rapid Tissue Necrosis oder auch Brown Jelly Disease auslösen, bei der insbesondere Steinkorallen innerhalb weniger Tage bis auf das Skelett zersetzt werden können.

## Nachweise
1. 1 2 3 4 5 6 7  Weibo Song: Morphological and Taxonomical Studies on Some Marine Scuticociliates from China Sea, with Description of Two New Species, Philasterides armatalis sp. n. and Cyclidium varibonneti sp. n. (Protozoa: Ciliophora: Scuticociliatida) In: Acta Protozoologica, 2000, Bd. 39, S. 313–316.
2. 1 2  Karl August Möbius: Bruchstücke einer Infusorienfauna der Kieler Bucht, Berlin 1888, in: Archiv für Naturgeschichte, Jahrg. 54, Bd. 1, S. 90/91.
3. ↑  David G. Bourne, Holly V. Boyett, Meegan E Henderson, Andrew Muirhead, Bette L. Willis: Identification of a Ciliate (Oligohymenophorea: Scuticociliatia) Associated with Brown Band Disease on Corals of the Great Barrier Reef, In: Applied and environmental microbiology, 2008, Bd. 74, Nr. 3, S. 883–888.